# 5902 Таліма
5902 Таліма (5902 Talima) — астероїд головного поясу, відкритий 27 серпня 1987 року.
Тіссеранів параметр щодо Юпітера — 3,216.